# میمون برهنه
میمون بِرهنه (به زبان انگلیسی Naked Ape) کتاب غیرداستانی پرفروش سال ۱۹۶۷ از دزموند جان موریس (به انگلیسی: Desmond Morris) متولد ۲۴ ژانویه ۱۹۲۸ در پورتون شمال ویلتشایر، یک جانورشناس، رفتارشناس و همچنین انسان‌شناس محبوب بریتانیایی است.
متن اصلی کتاب برای اولین بار در اکتبر ۱۹۶۷ در لندن منتشر شده است.
کتاب پیش رو ترجمه ای از متن فرانسوی آن در ۸ فصل توسط دکتر تجلی پور که در سال ۱۳۴۹ میباشد و در ایران بسیار کمیاب است.
این کتاب بعد از اصل انواع داروین جنجالی ترین و پرتیراژترین کتاب علمی است
کتابی که دنیا را تکان داده و فقط سه ماه پس از انتشار به ١٧ زبان ترجمه شد و تاکنون از این ۲ کتاب دهها میلیون نسخه در جهان بفروش رفته است.

## پیش زمینه
شاید این مثال را شنیده باشید که اگر موهای یک شامپانزه یا گوریل را بزنید، می‌بینید چقدر شبیه به ما انسان‌ها می‌شوند. 
نام کتاب میمون برهنه هم به همین قضیه اشاره دارد، میمونی که مویی ندارد و عریان است. و این میمون برهنه کسی نیست جز خود ما انسان‌ها(گونهٔ هوموساپینس) که شرایط فرگشت متفاوتی با دیگر هم‌نوعان نزدیک خود یعنی شامپانزه‌ها و گوریل داشته است.
کلیات کتاب دربارهٔ رفتارشناسی و بررسی انسانِ امروزی است. نویسندهٔ کتاب، با جسارتی مثال‌زدنی انسان را نوع دیگری از جانوران و حیوانات دانسته و سعی به کشف خصوصیات فیزیکی، روانی، جنسی، اخلاقی، هوشی و… آن می‌کند. انسان را با انواع جانوران مقایسه کرده و شناخت جدیدی از هوموساپینس‌ها ارائه می‌دهد.
جانورشناس برجسته در کتاب “میمون برهنه” ، حیوان‌انسانی را با دیدی بی پروا . برون نگرانه بررسی می کند و شباهت‌های تکان‌دهنده‌ای را که بین الگوهای رفتاری انسان و دیگر جانوران وجود دارد آشکار می کند.
و در کتاب بعدی یعنی “باغ وحش انسانی”، فرصتی تازه و ارزنده به نویسنده می دهد تا شباهت های موجود میان الگو های رفتاری انسان و حیوان را در وضع خاص انسان یعنی در شرایط اسارت جستجو کند.
خلاصه این‌که، کتاب دربارهٔ خودِ ما انسان‌هاست.

## ترجمه به فارسی
کتاب میمون برهنه با نام «میمون برهنه» توسط «دکتر مهدی تجلی پور» تا اوایل انقلاب تقریباً به‌طور کامل به فارسی ترجمه شد؛ ولی به علت عدم امکان انتشار در ایران، تنها در نگارش الکترونیک، به شکل پی‌دی‌اف تکثیر شده‌است.

## فهرست کتاب
- پیدایش میمون برهنه
- جنسیت
- تربیت
- کاوش
- پیکار
- تهیهٔ توشه
- یاری
- حیوانات

## خلاصه
میمون ها و گوریل های کنونی ۱۹۳ گونه هستند، که بدن ۱۹۲ گونه ی آنها از مو پوشیده شده است.
(آمار مربوط به زمان نگارش کتاب است)،انسان فرزانه (انسان خردمند) HOMO SAPIENS تنها میمون استثنایی برهنه است!
…از بین رفتن موها هم‌زمان با پیدایش آتش است. برافروختن آتش هنگام شب، جبران سرما و پایین آمدن درجه حرارت را در شب می‌کرد و این آتش افروزی باعث پیوستن گرمای ایجاد شده به گرمای طبیعی روز می‌شود، و سرمای شب، میمون برهنه شده(انسان امروزی) را تهدید نمی‌کرد…
…نتیجهٔ مقایسهٔ انسان با سایر جنس‌های جانوری کشف خویشاوندی‌های دقیق است. از روی ساختمان دندان‌ها، دست‌ها، چشم‌ها و سایر صفات تشریحی، می‌توان گفت که انسان از پستانداران عالی و عجیب است… اگر تمام میمون‌ها را در یک ردیف قرار دهیم، انسان بعد از همه حتی بعد از میمون‌های بزرگ بی‌دم نظیر شامپانزه و گوریل جای خواهد گرفت….

## اقتباس های فیلم
فیلمی به کارگردانی دونالد درایور در سال 1973 ، بسیار آزاد براساس این کتاب ، با بازی جانی کرافورد و ویکتوریا پرنسیپ ساخته شد. در سال ۲۰۰۶ ، یک فیلم مستقل بر اساس این کتاب، به نویسندگی و کارگردانی دانیل ملیتز، با بازی جوش وایز، چلس سوین، شان شنکس، آماندا مک دونالد، تونی لاتان، کوربن برنسن ساخته شد.
فراتر از اینکه فیلمنامه هایشان بر اساس کتاب دزموند موریس ساخته شده بود، اما موریس در هیچ یک از فیلم ها نقش نداشت. 
- The Naked Ape 1973 در بانک اطلاعات اینترنتی فیلم‌ها (IMDb)، and review